# Piaski (Strzyżewo)
Piaski – przysiółek wsi Strzyżewo w Polsce, położony w województwie wielkopolskim, w powiecie nowotomyskim, w gminie Zbąszyń.
W latach 1975–1998 przysiółek administracyjnie należał do województwa zielonogórskiego.
Przysiółek leży na lewym brzegu Obry, przy drodze ze Zbąszynia do Trzciela. W sąsiedztwie przebiega granica pomiędzy województwem wielkopolskim a lubuskim.